# Brückenfiguren (Volkach)

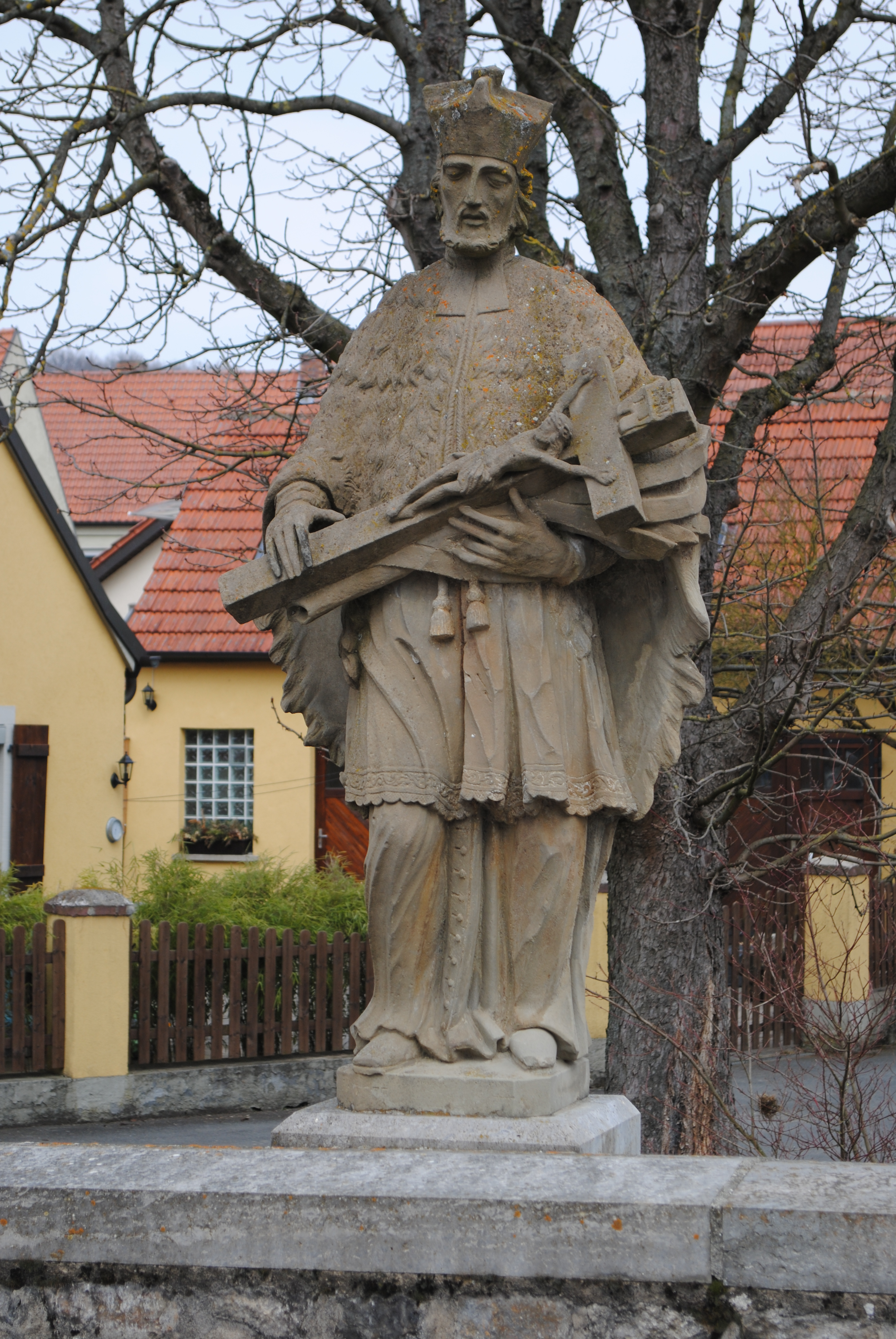
Heiliger Nepomuk auf der Volkachbrücke in Obervolkach

Auf dem Gemeindegebiet von Volkach, einer Stadt im unterfränkischen Landkreis Kitzingen, existieren mehrere kleine Brücken über den Volkachbach. Einige von ihnen sind mit Brückenfiguren verziert. Alle zeigen den Patron der Brücken, den heiligen Nepomuk.

## Am Brückenmühlbach (Volkach)
Eine Figur befindet sich nördlich des Krankenhauses, die Figur des Heiligen Nepomuk aus Sandstein steht in der Mitte der Brücke, ihr Sockel unterbricht das Geländer. Auf der Figur ist die Jahreszahl 1717 eingemeißelt.
Das Bayerische Landesamt für Denkmalpflege verzeichnet sie als Baudenkmal mit der Nummer D-6-75-174-101.

## Josef-Wächter-Straße (Volkach)
Am Ausgang der Innenstadt, direkt zu Füßen des Gaibacher Torturms, befindet sich eine weitere Brückenfigur aus Sandstein. Die zugehörige Brücke liegt einige Meter entfernt. Der Erbauungszeitraum lässt sich auf das 18. Jahrhundert festlegen. Aus einer Inschrift im Sockel geht hervor, dass die Figur im Jahr 2002 renoviert wurde.
Die Figur wurde vom Bayerischen Landesamt für Denkmalpflege als Baudenkmal D-6-75-174-154 erfasst.

## Bürgermeister-Erhard-Straße (Obervolkach)
In Obervolkach führt eine Rundbogenbrücke zu vier Jochen mit gemauerten Widerlagern über die Volkach. Eine Heiligenfigur auf der Brücke kann ebenfalls dem 18. Jahrhundert zugeordnet werden.
Sie wird vom Landesamt für Denkmalpflege gemeinsam mit der Brücke als Baudenkmal D-6-75-174-290 geführt.

## Marktplatz/Mainbrücke (Volkach)
Auf dem Marktplatz befand sich bis zum Jahr 1892 eine weitere Nepomukstatue, die beim Bau der Mainbrücke dorthin verschoben wurde. Durch die Sprengung der Brücke, den Wiederaufbau und den Neubau im Jahr 2009 ging sie wohl verloren. Heute ziert ein „Nepomuk-Strudel“ die Brücke. Das Bayerische Landesamt für Denkmalpflege führt die Nepomukfigur gemeinsam mit dem Marktbrunnen unter der Nummer D-6-75-174-81.